# Brandon Escobar
Brandon Jesús Escobar Amador (ur. 29 września 1990) – honduraski zapaśnik walczący przeważnie w stylu wolnym. Olimpijczyk z Londynu 2012, gdzie zajął dwunaste miejsce w kategorii 55 kg.
Zajął 23. miejsce na mistrzostwach świata w 2013. Brązowy medalista mistrzostw panamerykańskich w 2016, 2018 i 2022. Trzykrotnie na podium Igrzysk Ameryki Środkowej, złoto w 2013 roku.
- Turniej w Londynie 2012

Przegrał z Ormianinem Mihranem Dżaburianem i odpadł z turnieju.